# Ivanhoe (novel·la)
 Ivanhoe és la primera novel·la de l'escriptor escocès Walter Scott, consagrat a l'edat mitjana. Forma part de les Waverley Novels. Fou publicada el 1820.

## Argument
Al segle xii, Cedric de Rotherwood, anomenat el Saxó, nostàlgic de l'Anglaterra saxona vençuda el 1066, somia restablir al tron d'Anglaterra un monarca autòcton en la persona d'Athelstane de Coningsburgh, descendent dels últims reis saxons. Amb aquest objectiu, considera casar-lo amb la seva pupil·la, Lady Rowena d'Hargottstandstede, princesa saxona descendent del rei Alfred. Tanmateix, aquesta està enamorada i estima el fill de Cédric, Wilfrid. Renegat i desheretat pel seu pare, Wilfrid s'ha posat al servei de Ricard Cor de Lleó, que li ha atorgat en feu el casal d'Ivanhoe, i l'ha acompanyat a Terra Santa, per participar en la croada.
La història comença el 1194. Wilfrid d'Ivanhoe entra secretament al seu país i participa en un torneig a Ashby sota el nom de Cavaller Desheretat (Desdichado en espanyol), on s'enfronta a Brian de Bois-Guilbert, normand i Cavaller del temple.
Durant l'absència del seu germà gran, el príncep Joan intenta apoderar-se del tron. Per això, intenta constituir un partit: el torneig ha d'afavorir els seus projectes. Tanmateix, els seus cavallers són vençuts, en les dues jornades de combat, per Ivanhoe i Ricard, l'un i l'altre emmascarats.
Contrari a Bois-Guilbert i els seus aliats normands, Reginald Front-de-Bou (al qual el príncep Joan ha donat el feu d'Ivanhoe), Maurice de Bracy i Philippe de Malvoisin, el cavaller s'ha de batre, ajudat per Robin Hood, per salvar Rebecca, orgullosa bellesa jueva amb coneixements medicinals, filla del venedor Isaac de York, i permetre a Ricard recuperar el seu tron.

## L'esperit de la novel·la
Ivanhoe és subtitulada: A romance, segons una paraula francesa arcaica designant les obres escrites en llengua romança, o vulgar (per oposició al llatí). Obra de ficció a distingir de la novel·la (novel), aquesta forma literària, a prop de l'epopeia fabulosa o del conte, remet a una forma que no respecta exactament la versemblança, deixant el lloc a la teatralitat i a la sobrenaturalitat.

## Anàlisi
Fins aleshores, Scott havia escrit novel·les històriques consagrades a Escòcia i situades en un passat recent (segle xviii, o finals del xvii), passat del qual té un coneixement privilegiat per tots els relats que han marcat la seva infantesa. Un mateix tema recorre aquests primers llibres: per què i com la burgesia i el protestantisme han aconseguit triomfar sobre l'aristocràcia catòlica, i a fondre Escòcia en la Gran Bretanya. Aquest vast i dolorós moviment d'unió porta el 1822 a la primera arribada a Edimburg d'un sobirà protestant de la Casa de Hannover, esdeveniment del qual Scott, artesà zelós de la reconciliació és el gran ordenador.
En la introducció de 1830 a Ivanhoe, Scott explica que estava atabalat amb el seu vestit d'escriptor regionalista i que havia volgut provar - a ell mateix i a tots – el que era capaç treure'n. Es poden no obstant això trobar a Ivanhoe els temes escocesos recurrents: una classe social pren el lloc de l'altra, un poble domina l'altre, és el veredicte de la Història, no serveix a res cultivar rancors, cal al contrari treballar per la «reconciliació» entre antagonistes d'ahir. Reconciliació que Scott té el costum de segellar al final del llibre amb un matrimoni que simbolitza la «unió» del poble britànic: aquí, el matrimoni d'Ivanhoe, company d'un rei normand, i de Rowena, descendent d'un rei saxó.
Situant la seva novel·la fora d'Escòcia, renunciant a la descripció dels costums d'una «regió ruda i salvatge. », esmunyint-se de les complicacions polítiques, religioses i de clans d'un país llunyà, passant sense diàlegs en escocès, l'autor conquereix un públic més ampli.
A Ivanhoe la Història es fa comprensible per tothom: l'època feudal és simplificada, els mecanismes són posats al descobert, els conflictes són transparents i es cristal·litzen al voltant d'un personatge central, la lliçó és més clara encara que a Waverley .
S'han pogut retreure-li a Scott fonts poc sòlides: per exemple, l'hostilitat entre Saxons i Normands a finals del segle xii no és històricament provada. Però l'autor ens preven que només intenta donar un color de l'època: lligant-ho al fet que res no perjudiqui la versemblança històrica, es reserva una llibertat en la tria dels detalls.
L'acollida de la crítica és excel·lent. Les úniques reserves concerneixen la insipidesa de Rowena i la resurrecció incongruent d'Athelstane Traduït a nombroses llengües, el llibre llança la moda de Scott a tot Europa i imposa la novel·la històrica com un fenomen internacional.
Es tracta de l'obra més popular de Scott, potser - amb dades corregides - del rècord mundial de les vendes de novel·la. Amb Ivanhoe, Scott «crea dins del seu sistema novel·lesc un gènere nou, de conseqüències tan importants com les que va tenir Waverley».
No obstant això, si les novel·les que Scott ha escrit abans de 1819 han inspirat els grans novel·listes del segle xix (Aleksandr Puixkin, Prosper Mérimée, Honoré de Balzac, Victor Hugo, Manzoni), Ivanhoe ha inspirat més aviat la literatura popular. I una part de la crítica retreu a l'autor d'haver abandonat la història recent de l'Escòcia, del qual tenia un coneixement íntim, per apel·lar a la imaginació més que a la sensibilitat, per llançar-se a «grans reconstitucions en cartó Pedra d'un passat imperceptible i massa complagudament pintoresc», per a «tot un esvalot de duels, de combats, de cavalcades, de soroll d'alabardes i de grinyols de cadenes rovellades» no aixecant, segons alguns, més preocupacions d'ordre comercial. Taine retreu a Scott d'aventurar-se en un passat massa llunyà, i de donar-ne una pintura on només els vestits i els decorats són exactes; on accions, discurs i sentiments són moderns.

## Observacions
- La novel·la ofereix, per a l'època, un retrat molt favorable dels Jueus i denuncia àmpliament l'antijudaisme a l'edat mitjana. El retrat magnífic de Rebecca és inspirat, segons W. S. Crockett - autor d'una obra (The Scott Originals, 1912) consagrada als personatges reals i que va servir de model a Scott- en Rebecca Graetz (1781-1869), jove jueva de Filadèlfia a qui Washington Irving havia mantingut, en el seu sojorn a Abbotsford; era una amiga íntima de la promesa de l'escriptor estatunidenc, Mathilda Hoffman. Molt bonica, Rebecca Graetz no es va casar mai, dedicant-se a obres de beneficència.[16]
- Al capítol VIII, Scott cita tres versos de Coleridge extrets d'un curt poema, La tomba del cavaller, compost el 1817 i publicat poc abans de la seva mort. James Gillman, metge, amic i biògraf de Coleridge, havia citat aquests versos, llavors inèdits, a Scott, que era de pas a Londres. Va poder així identificar l'autor anònim d'Ivanhoe, descobrint-los a la novel·la.[17]
- La seu del castell de Châlus al Limousin, on va morir el 1199 Ricard Cor de Lleó, ha proveït a Walter Scott el canemàs de la seu del castell de Front-de-Boeuf.

## Influència
- Thackeray ha escrit una continuació titulada Rowena i Rebecca (1850), que explota la vena sentimental de la novel·la de Scott.
- El títol d'un dels sonets de Les Chimères de Nerval, El Desdichado, ve del nom amb què Ivanhoe participa en el torneig d'Ashby, als primers capítols de la novel·la.
- El nom de la segona esposa del narrador de Ligeia, conte d'Edgar Allan Poe, és inspirat en Lady Rowena, un dels principals personatges de la novel·la.
- Pierre Efratas és igualment l'autor d'una continuació titulada El Destí d'Ivanhoe (2003), que té lloc sota el regnat de Joan.
- El videojoc Defender of the Crown reintrodueix diversos elements de la novel·la.

## Adaptacions
Aquesta trama novel·lesca ha estat moltes vegades adaptada per a la pantalla des de 1913. La més cèlebre és una  Ivanhoe de 1952 amb Robert Taylor i Elizabeth Taylor. Va ser igualment objecte d'una sèrie de televisió britànica amb Roger Moore.